# Campeonato Mundial de Esgrima de 1994
El LVII Campeonato Mundial de Esgrima se celebró en Atenas (Grecia) entre el 3 y el 9 de julio de 1994 bajo la organización de la Federación Internacional de Esgrima (FIE) y la Federación Helénica de Esgrima.

## Medallistas

### Masculino
| Evento              | Oro                                                                                      | Plata                                                                         | Bronce                                                                     |
| ------------------- | ---------------------------------------------------------------------------------------- | ----------------------------------------------------------------------------- | -------------------------------------------------------------------------- |
| Florete individual  | Rolando Tucker León · Cuba                                                               | Alessandro Puccini · Italia                                                   | Óscar García Pérez · Cuba · Thorsten Weidner · Alemania                    |
| Florete por equipos | Marco Arpino · Andrea Borella · Stefano Cerioni · Alessandro Puccini · Italia            | Thorsten Weidner · Uwe Römer · Udo Wagner · Alexander Koch · Alemania         | Ye Chong Dong Zhaozhi Wang Haibin Wang Lihong China                        |
| Espada individual   | Pavel Kolobkov · Rusia                                                                   | Olivier Jacquet · Suiza                                                       | Jean-Michel Henry · Francia · Arnd Schmitt · Alemania                      |
| Espada por equipos  | Éric Srecki Robert Leroux Jean-Michel Henry Hervé Faget Francia                          | Michael Flegler · Arnd Schmitt · Elmar Borrmann · Mariusz Strzałka · Alemania | Lee Sang-Ki Lee Sang-Yeop Yoon Won-Jin Ku Kyo-Dong Corea del Sur           |
| Sable individual    | Felix Becker · Alemania                                                                  | Stanislav Pozdniakov · Rusia                                                  | Grigori Kiriyenko · Rusia · Bence Szabó · Hungría                          |
| Sable por equipos   | Stanislav Pozdniakov · Alexei Yermolayev · Grigori Kiriyenko · Alexandr Shirshov · Rusia | Bence Szabó · József Navarrete · György Boros · Csaba Köves · Hungría         | Vilmoș Szabo · Daniel Grigore · Florin Lupeică · Victor Găureanu · Rumania |

### Femenino
| Evento              | Oro                                                                                      | Plata                                                                                   | Bronce                                                                                     |
| ------------------- | ---------------------------------------------------------------------------------------- | --------------------------------------------------------------------------------------- | ------------------------------------------------------------------------------------------ |
| Florete individual  | Reka Lazăr-Szabo · Rumania                                                               | Valentina Vezzali · Italia                                                              | Francesca Bortolozzi · Italia · Laurence Modaine · Francia                                 |
| Florete por equipos | Claudia Grigorescu · Reka Lazăr-Szabo · Laura Badea · Elisabeta Tufan · Rumania          | Giovanna Trillini · Valentina Vezzali · Diana Bianchedi · Francesca Bortolozzi · Italia | Gabriella Lantos · Aida Mohamed · Zsuzsanna Jánosi · Ildikó Mincza · Hungría               |
| Espada individual   | Laura Chiesa · Italia                                                                    | Katja Nass · Alemania                                                                   | Minna Lehtola · Finlandia · Corinna Panzeri · Italia                                       |
| Espada por equipos  | Taymi Chappé · Rosa María Castillejo · Carmen Ruiz Hervías · Cristina de Vargas · España | Gyöngyi Szalay · Adrienn Hormay · Mariann Horváth · Hajnalka Király · Hungría           | Dominika Butkiewicz · Dorota Słomińska · Magdalena Jeziorowska · Joanna Jakimiuk · Polonia |

## Medallero
| Núm. | País          | Oro | Plata | Bronce | Total |
| ---- | ------------- | --- | ----- | ------ | ----- |
| 1    | Italia        | 2   | 3     | 2      | 7     |
| 2    | Rusia         | 2   | 1     | 1      | 4     |
| 3    | Rumania       | 2   | 0     | 1      | 3     |
| 4    | Alemania      | 1   | 3     | 2      | 6     |
| 5    | Francia       | 1   | 0     | 2      | 3     |
| 6    | Cuba          | 1   | 0     | 1      | 2     |
| 7    | España        | 1   | 0     | 0      | 1     |
| 8    | Hungría       | 0   | 2     | 2      | 4     |
| 9    | Suiza         | 0   | 1     | 0      | 1     |
| 10   | China         | 0   | 0     | 1      | 1     |
| 10   | Corea del Sur | 0   | 0     | 1      | 1     |
| 10   | Finlandia     | 0   | 0     | 1      | 1     |
| 10   | Polonia       | 0   | 0     | 1      | 1     |
|      | TOTAL         | 10  | 10    | 15     | 35    |